# Laubenganghaus (Heilbronn)

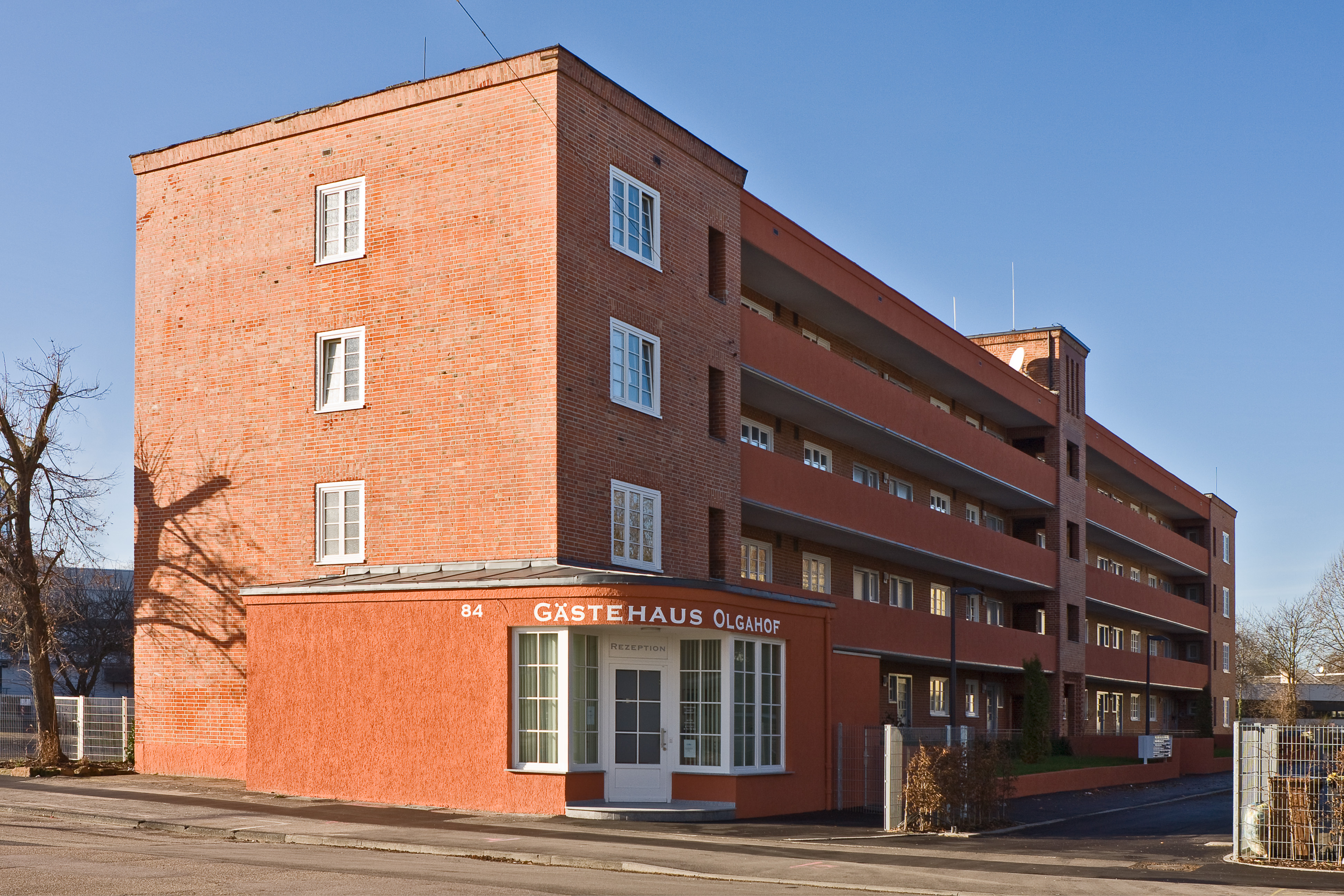
Laubenganghaus in Heilbronn

Das  Laubenganghaus  ist ein denkmalgeschütztes Mietshaus in Heilbronn in der Olgastraße 84.

## Beschreibung
Das Laubenganghaus wurde in den Jahren 1930 und 1931 nach Plänen des Heilbronner Architekten Ludwig Knortz erbaut und folgte in seiner Architektur einem 1926 in Hamburg entstandenen Prototypen eines modernen Mietshauses. Der Profanbau ist neben der Kirche St. Augustinus und der Villa Racher eines der wenigen erhaltenen Heilbronner Bauwerke mit Stilmerkmalen des Expressionismus. Das langgestreckte dreistöckige Flachdachgebäude hat Außengänge in der Art von Laubengängen, die zu den Wohnungen führen. Die Außengangbrüstungen und das Kranzgesims des Flachdachs betonen die Horizontale. Das Treppenhaus in der Mitte des Gebäudes ist turmartig akzentuiert. Joachim Hennze von der Unteren Denkmalbehörde charakterisiert das Gebäude wie folgt: 

„In der Kornacherstraße finden sich wenige, aber wirkungsvoll eingesetzte, dem Expressionismus zuzuordnende Formen. Das Flachdach mit dem umlaufenden Kranzgesims, das Treppenhaus mit ausgeschnittenen Lichtöffnungen und Betonbrüstungen mit Unterstreichung der Horizontale auf den Außengängen sprechen in ihrer konsequent kantigen Ausrichtung die Sprache der Zeit.“

## Geschichte
Das Gebäude befand sich im Besitz der Stadt Heilbronn. Es waren 40 Wohnungen und ein Ladenanbau eingerichtet. Der Ladenanbau wurde von einem Taxi-Unternehmer und später von einer Lebensmittelfiliale der Konsumgesellschaft genutzt.
Schon in den 1980er Jahren gab die Stadt Heilbronn das Haus zum Abbruch frei, es blieb jedoch weiterhin vermietet. 2008 befand es sich in stark sanierungsbedürftigem Zustand und war nicht mehr bewohnt. Proteste von Denkmalschützern und der Lokalen Agenda Heilbronn verhinderten jedoch den Abriss. Schließlich übernahmen Investoren das Haus von der Stadt Heilbronn und begannen mit der Sanierung und dem Umbau in eine Kombination aus Mietshaus und Pension mit einfachem Standard, der im September 2009 abgeschlossen war.
Die Adresse des Gebäudes war bis 2008 Kornacherstraße 1. Das Laubenganghaus war das einzige größere Gebäude in der Kornacherstraße, in der sich sonst zeitweilig nur Behelfsbauten und Werkstätten befanden. Da die vor dem Gebäude verlaufende Straße mit einem Gemeinderatsbeschluss vom 25. August 2008 aufgehoben wurde und inzwischen dem Gebäude als Parkplatzbereich zugeschlagen ist, trägt das Gebäude seitdem die Adresse Olgastraße 84.

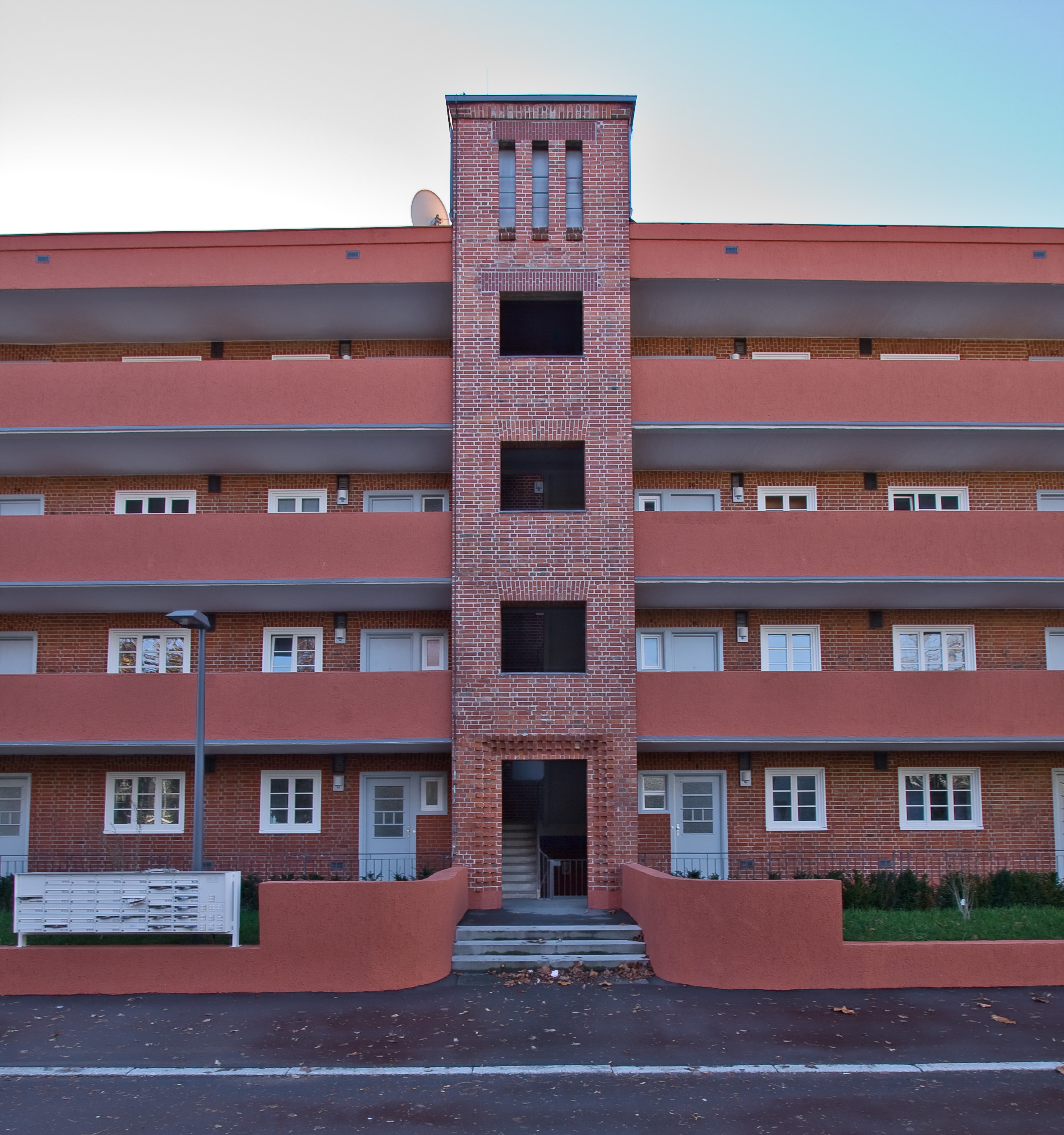
Eingangsbereich
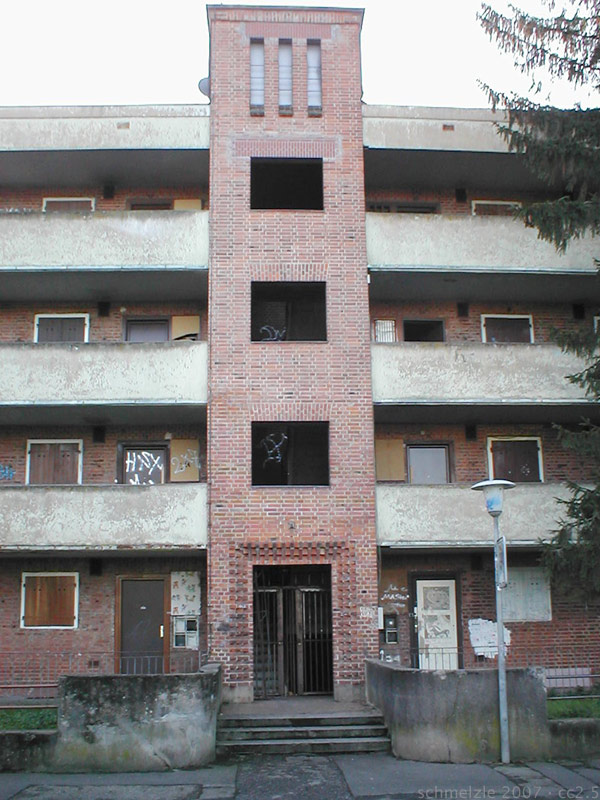
Eingangsbereich (vor der Sanierung)
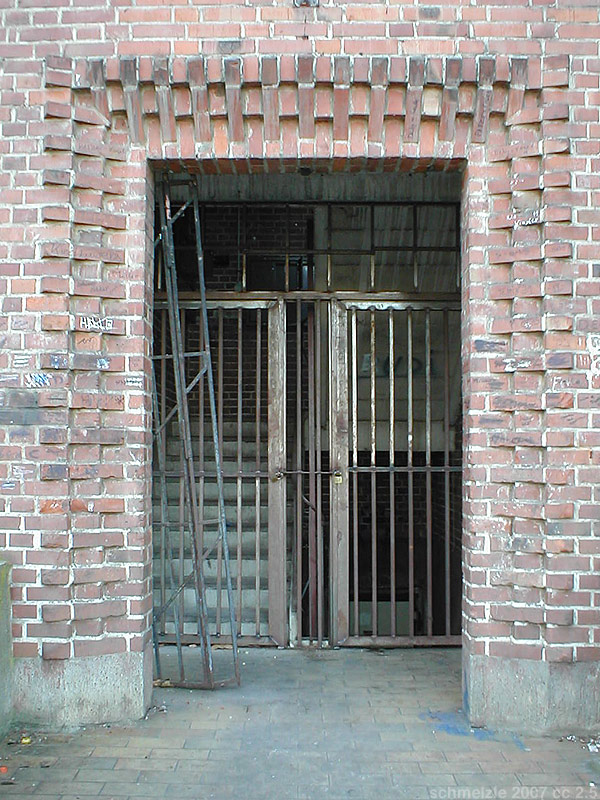
Mauerwerksdetail (vor der Sanierung)